# Plebejus calabrica
Plebejus calabrica är en fjärilsart som beskrevs av Turati 1911. Plebejus calabrica ingår i släktet Plebejus och familjen juvelvingar. Inga underarter finns listade i Catalogue of Life.